# Setina cantabrica
Setina cantabrica is een vlinder uit de familie van de spinneruilen (Erebidae), onderfamilie beervlinders (Arctiinae). De wetenschappelijke naam van de 
soort is voor het eerst geldig gepubliceerd in 1985 door de Freina & Witt.
Deze nachtvlinder komt voor in Europa.